# 공평주거권리법

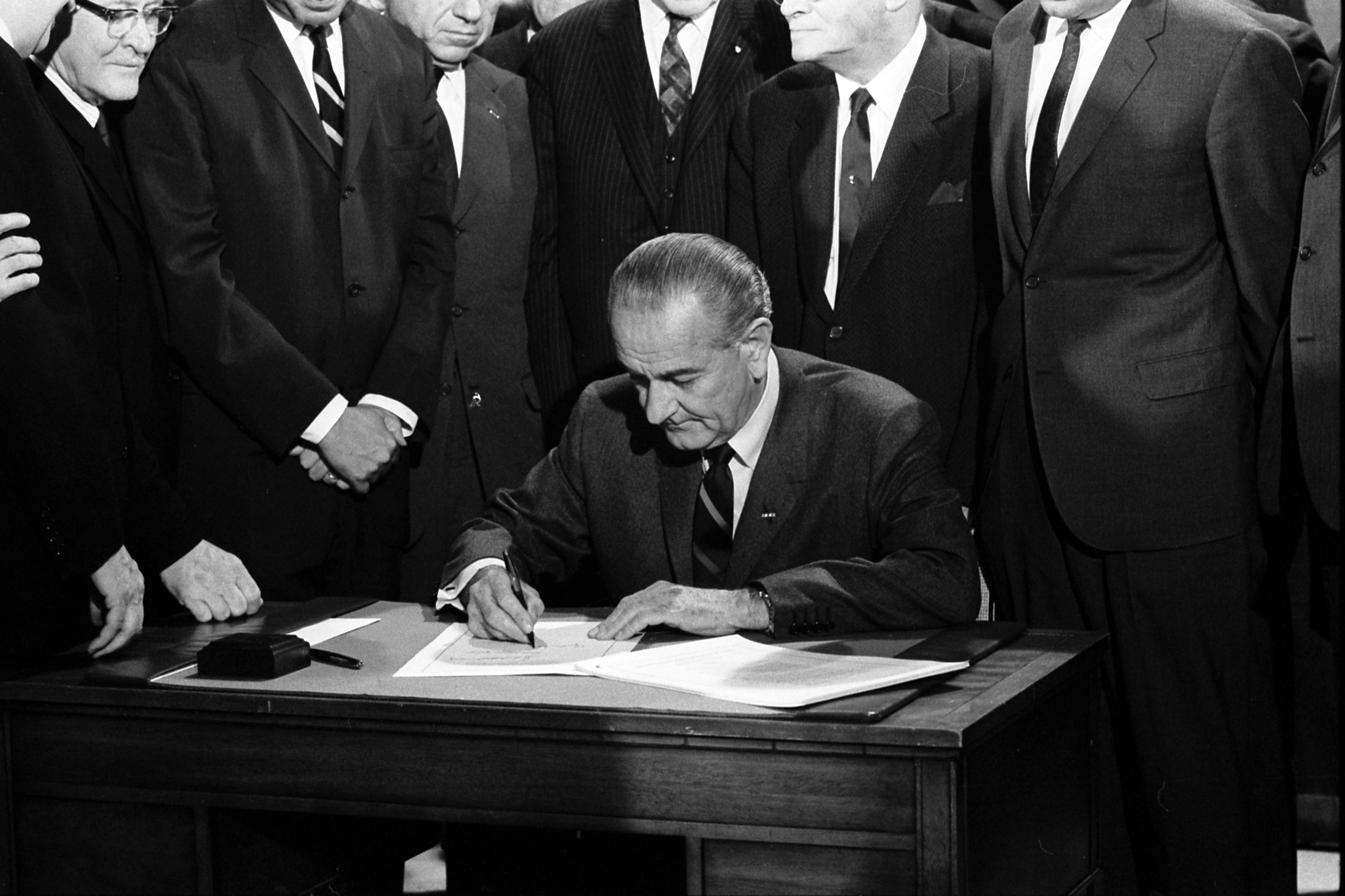

공평주거권리법(Fair Housing Act) 혹은 1968년 민권법 제8장은 미국 연방법률로 주택임대, 매수, 매수자금조달 차별을 금지하는 법으로 공정주택법 혹은 공정주거법으로도 불린다.

## 주택
공평주거권리법은 대부분의 주택에 적용된다. 예외로는 4개의 주거영역 이하의 소유주가 사는 건물, 중개인없이 매도나 임대된 한가족 주택, 그리고 회원에게만 주거를 한정하는 단체나 사립클럽에 의해 운영되는 주택이다.

## 주요내용

### 주택 매매와 임대
인종, 피부색, 출신국가, 종교, 성별, 장애 또는 가족 구성상황(미성년 자녀의 유무)등을 근거로 다음행위를 하는 것은 위법이다.
- 임대 또는 주택매매 거부행위
- 주택거래협상 거부행위
- 주택공급 거부행위
- 살 곳 접근 차단행위
- 주택매매나 임대조건에 차이, 특별조건, 차별적 혜택 등을 부가하는 행위
- 차별적인 주거서버스나 시설을 제공하는 행위
- 거짓으로 집이 검사나 매매, 임대를 위해 나와 있지 않다고 말하는 행위
- 이윤을 위해 다른 인종이 이웃으로 들어온다고 하여 소유자로 하여금 빨리 또는 저가에 집을 팔거나 임대하는 것
- 주택매매나 임대관련 주거관련 편의시설이나 서비스에 대한 접근을 차별적으로 제한하는 행위 등

### 저당권 담보부 대출
인종, 피부색, 출신국가, 종교, 성별, 장애 또는 가족 구성상황(미성년 자녀의 유무)등을 근거로 다음행위를 하는 것은 위법이다.
- 저당권 담보부 대출을 거부하는 행위
- 대출에 대한 정보를 제공하길 거부하는 행위
- 저당권 담보부 대출시 동등하지 않은 조건이나 조항(이자, 포인트, 수수료)을 적용하는 행위
- 주택 감정시 차별하는 행위
- 담보채권을 매입하는 것을 거부하는 행위( 채권매입에 다른 조건이나 조항을 적용하는 행위)

### 기타
공평주거권에 대한 권리를 행사하거나 타인의 권리행사를 돕는 사람을 괴롭히거나, 강압, 위협 또는 방해하는 것은 불법이다. 인종, 피부색, 출신 국가, 종교, 성별, 가족 상황, 또는 장애에 근거한 선호도나 제한을 표현한 광고를 하거나 발언을 하는 것은 불법이다. 차별적인 광고금지는 공평주거권리법에서 예외적으로 취급되는 단일 세대나 소유자가 사는 주택에도 적용된다.

### 장애인에 대한 내용
- 장애의 정의: 육체적 혹은 정신적 장애(청각, 이동, 시각 장애, 알콜중독, 만성정신병, 에이즈, 에이즈 합병증, 정신박약)로 삶이 중대히 지장을 받는 경우나 받았던 경우
- 임대인은 장애인이 필요에 의해 주택이나 공동구역에 대해 합리적인 수준의 시설변형을 하는 것을 제한할 수 없다. (물론 임대인은 장애인이 퇴거할 때 원상복구를 할 것을 조건을 달 수 있다.) 또 장애인이 자신의 비용으로 주거지에 대한 규칙, 정책, 시행, 서비스 등에 합리적인 시설조정을 통한 배려를 하는 것을 거부할 수 없다.

### 예외
타인의 건강이나 안전에 위협이되거나 마약을 사용중인 자에게는 주택을 공급할 의무는 없다.

## 새 건물에 대한 요구 사항
1991년 3월 13일 이후 점유가능하고 엘리베이터가 4대 이상을 갖춘 건물의 경우
- 공공 및 일반 영역은 장애인에 접근할 수 있어야 한다.
- 출입문과 복도는 휠체어를 위한 충분히 넓어야 한다.
- 모든 주거영역은 장애인이 접근 가능한 통과 통로가 있여야 하고, 접근가능한 등스위치, 전기콘센트, 온도계 등 냉난방 장치, 손잡이를 장착할 수 있게 강화된 화장실 벽, 휠체어를 탄 사람이 사용할 수 있인 부엌과 화장실이 있어야 한다.

만약 네 개 이상의 단위 건물에는 엘리베이터가 없고 1991년 3월 13일 이후 점유가능하면 위 기준은 1층에 적용된다.
새 건물에 대한 이러한 요구 사항은 주 또는 지역의 법의 더 엄격한 기준을 대체하지 않는다.

## 가족을 위한 주택 기회
해당 건물이나 지역이 노인 전용이 아닌 한, 그것은 가족 상황에 따라 차별하여서는 아니 된다. 18세 미만의 일 인 이상의 자녀가 아래 중 하나와 함께 살고있는 가족을 차별할 수 없다.
- 부모
- 아이 또는 아이들 에 대한 법적 양육권이 있는 자
- 부모 또는 후견인의 서면 승인이 있는 부모 또는 법적 후견인의 지명자.
- 가족 상황에 대한 보호는 임산부와 18 세 미만 아동의 법적 양육권을 가지고 있는 자에게도 적용된다.

면제: 노인 전용 주택은 가족 상황 차별금지에서 면제된다.

## 사례
- 비록, 애완견을 건물에서 키울 수 없다고 하는 정책을 갖고 있는 아파트라고 할지라도, 눈이 불편한 입주자에게는 특별히 안내견과 동거할 수 있도록 허용하여야 한다.
- 거주자들에게 충분해서 미지정된 주차장을 제공하는 아파트 단지는 자기 아파트에 대해 접근할 수 있도록 하는 데 필요하다면 그 근처에 지정 공간을 달라는 지체 장애인 거주자의 요청을 기꺼이 받아들여야 한다.
- 부동산 재벌인 도널드 스털링 구단주는 한인 타운에 자리한 아파트에 한인은 세입자로 잘 받아주면서 흑인이나 히스패닉, 아이가 많은 가족에게는 임대를 꺼려 미 법무부가 공정주택법의 세입자 차별 조항을 근거로 제기한 소송하여 거액의 합의금으로 합의를 보았다[1].

## 참고 문헌
- 미 연방 주택 및 도시개발부 한글 소개책자
- 집사거나 렌트할 때 인종차별 행위 대처 요령 뉴욕 중앙일보 2002/08/23 보관됨 2014-12-14 - 웨이백 머신
- 연합뉴스 2015/01/22 미 대법원 '흑백분리 주택정책' 소송 심리…찬반 논란

## 같이 보기
- 인종차별
- 도널드 스털링